# 矮行星
- 穀神星（左上），由曙光號於2015年拍攝。谷神星是小行星帶中目前唯一被認可的矮行星。
- 冥王星（右上），由新視野號於2015年拍攝。
- 鳥神星（左中），藝術家繪製的想像圖。
- 鬩神星（右中），藝術家據拉西拉天文台的資料繪製的想像圖。
- 妊神星與其衛星妊衛一（上）和妊衛二（下），由哈伯太空望遠鏡拍攝（右下）。左下圖為模擬妊神星自轉的動畫。

矮行星（英語：dwarf planet）指行星系中不完全符合行星定义但也不是衛星的行星質量天體。太阳系中的矮行星直接環繞着太陽公转，其自身的質量和重力足以達成流體靜力平衡的球體形狀，但不足以像八顆标准行星一般能獨佔軌道。
他們可能有着活躍的地質活動，這一推測於2015年分別被前往穀神星和冥王星的曙光號和新視野號任務證實了這一推測，因此行星地質學家對矮行星特別感興趣。天文學家普遍认为，現時至少有九大候選矮行星——按照大小的粗略順序，分別是冥王星、阋神星、妊神星、鸟神星、共工星、创神星、賽德娜、穀神星和亡神星。如考慮到十顆最大的候選者，則加上薩拉西亞（英語：Salacia）。在這十顆天體中，有兩顆曾被太空探測器造訪（冥王星和穀神星），另外七顆都至少有一顆已知的衛星（鬩神星、妊神星、鳥神星、共工星、創神星、亡神星和薩拉西亞），這使得它們的質量和密度得以確定。質量和密度反過來可以被擬合到天體物理模型中，試圖確定這些天體的性質。只有賽德娜既沒有訪問過，也沒有任何已知的衛星，這使得準確估計質量變得十分困難。一些天文學家認為的候選者還包括許多較小的天體，但現在還沒有達成共識，只是認為這些天體很有可能是矮行星。
「矮行星」這個名詞是行星科學家阿蘭·斯特恩創造的，作為太陽系行星質量天體的三種分類之一：行星、矮行星、和行星質量衛星。因此，矮行星被認為是行星的一類。然而，在2006年，國際天文學聯合會（IAU）將這一概念作為「次」行星天體的一類，是圍繞太陽運行的三重分類的一部分：行星、矮行星和太陽系小天體。因此斯特恩和其他行星地質學家認為矮行星和大型衛星是行星，但自2006年以來，國際天文學聯合會和大多數天文學家都將它們排除在行星名册之外。

## 概念的歷史發展

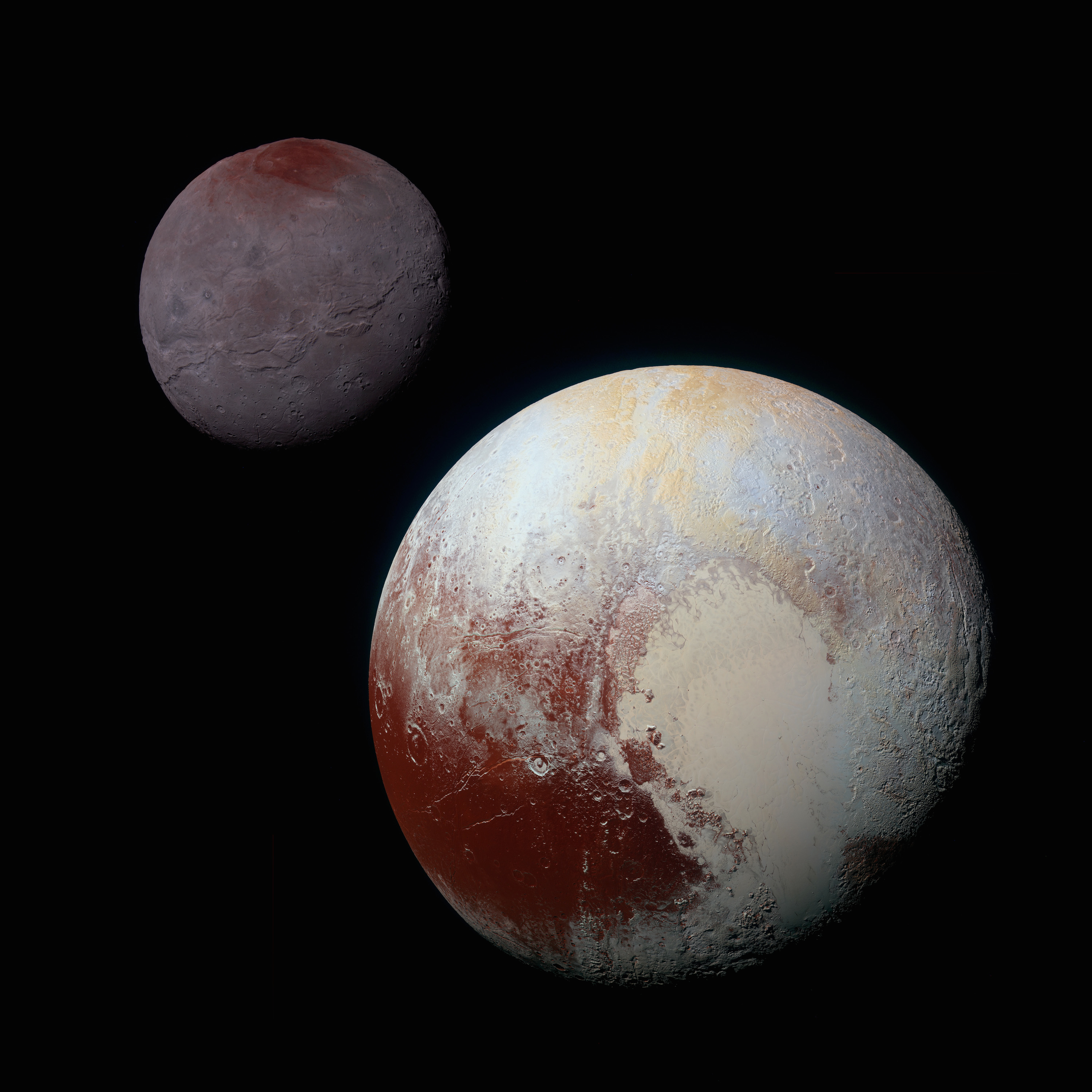
未按比例分離的冥王星及其衛星冥衛一的合成誇張彩色影像。

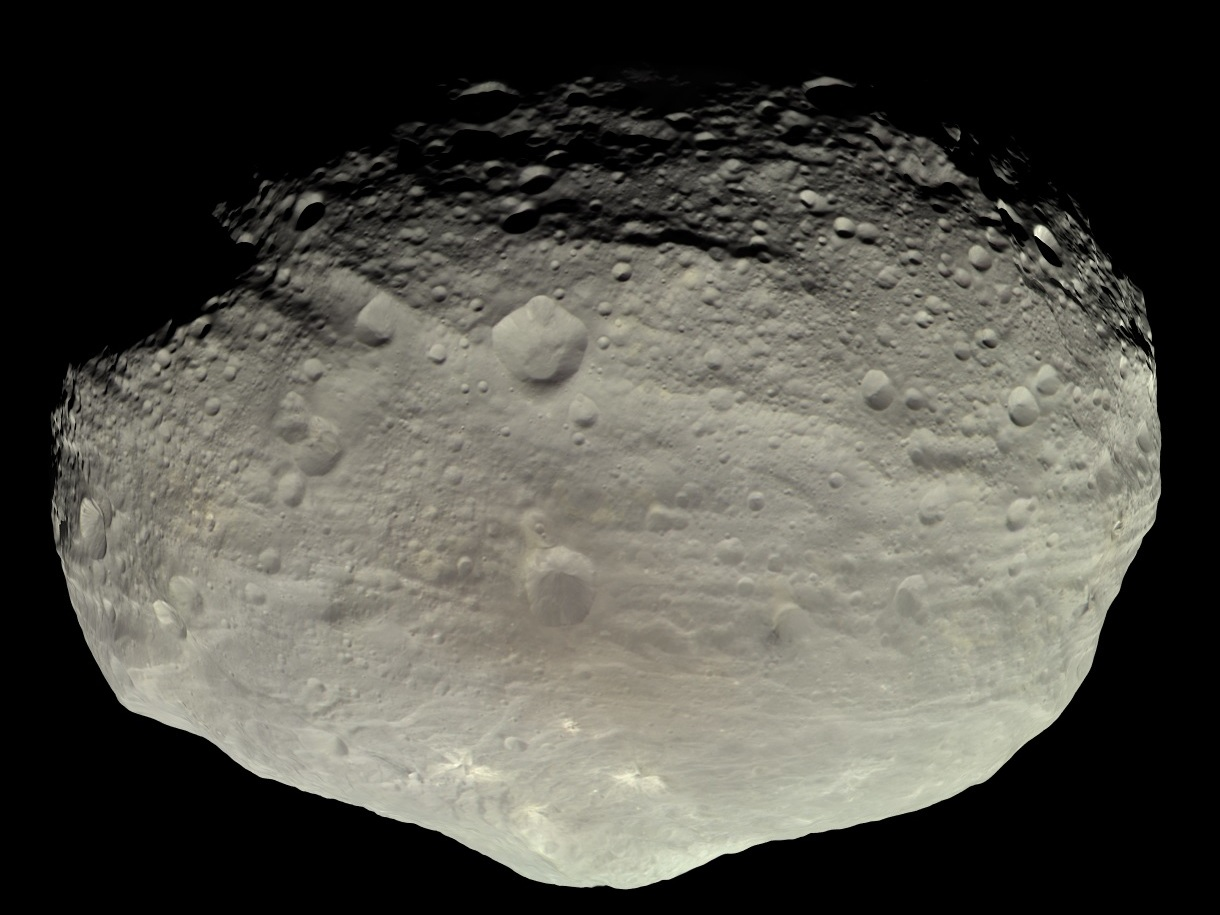
一顆曾經夠資格是矮行星的小行星：灶神星。

從1801年開始，天文學家在火星和木星之間發現了穀神星和之後幾十年來被發現的小行星，都被認為是行星。從那時到1851年左右，當行星數量達到23顆時，天文學家開始使用小行星（來自希臘語，意思是「類星」或「星形」）來表示這些較小的天體，並開始將它們區分為「微小行星」而不是「大行星」或「主要行星」。
隨著1930年冥王星的發現，大多數天文學家認為太陽系有九顆主要行星，以及數千個明顯較小的天體（小行星和彗星）。在將近50年的時間裏，冥王星被認為比水星還大，但隨著1978年發現冥王星的衛星冥衛一（英語：Charon），得以精確量測冥王星的質量後，確定其質量比最初估計的要小得多。冥王星的質量大約是水星的二十分之一，使它成為迄今為止最小的行星。儘管它的質量仍然是小行星帶中最大的天體穀神星的十倍多，但它的質量只有地球的衛星月球的五分之一。此外，由於具有一些不尋常的特徵，如大的軌道離心率和高的軌道傾角，很明顯，它與其他任何行星都是不同類的天體。
在20世紀90年代，天文學家開始在與冥王星（現在被稱為古柏帶）相同區域，甚至更遠的區發現天體。其中許多具有與冥王星相同的幾個關鍵軌道特徵，冥王星開始被視為是一類新天體：冥族小天體（英語：Plutino）中最大的成員。很明顯的，要麼這些天體中較大的也必須被歸類為行星，要麼冥王星必須被重新分類，就像穀神星在發現更多小行星後被重新分類一樣。這導致一些天文學家不再將冥王星稱為行星。一些術語，包括「次行星」和「微型行星」，開始被用於現在被稱為矮行星的天體。天文學家也相信，如果冥王星繼續被歸類為行星，那麼在發現更多和冥王星類似大小的天體後，行星的數量會開始迅速增長。
鬩神星（英語：Eris，2003 UB313）於2005年1月被發現；它被認為比冥王星略大，一些報導非正式地將其稱為「第十顆行星」。因此，這一問題在國際天文學聯合會2006年8月的 第26屆會員大會中成為一個激烈辯論的問題。最初的提案草案將冥衛一、鬩神星和穀神星列入行星名單。在許多天文學家反對這一提議後，烏拉圭天文學家胡里奧·安赫爾·費爾南德和貢薩洛·坦克雷迪提出了一個替代方案：他們提出了一個中間類別，用於大到可以是圓形的物體，但不能清空軌道附近其它微行星等小天體。除了將冥衛一從名單中删除外，新提案將冥王星、穀神星和鬩神星從名單中刪除，原因為它們都還沒有能力清除軌道中的物體。
國際天文學聯合會最後的決議是在保留5A提案軌道環繞太陽的三類天體系統。他們是：
國際天文學聯合會 ... 決定行星和其它天體，除了衛星，在我們的太陽系以下列方式的定義分為三類：

(1) 行星1是符合以下條件的天體：（a）軌道環繞著太陽，（b）有足夠的質量足以克服剛體力，達到流體靜力平衡的形狀（接近球體），和（c）能夠清除在軌道附近的小天體。

(2) 「矮行星」是符合以下條件的天體：（a）軌道環繞著太陽，（b）有足夠的質量足以克服剛體力，達到流體靜力平衡的形狀（接近球體），和（c）未能夠清除在軌道附近的小天體。此外（d）不是一顆衛星。

(3) 除衛星之外，所有軌道環繞著太陽的其它天體3都屬「太陽系小天體」。

註腳：
1 8顆行星是：水星、金星、地球、火星、木星、土星、天王星和海王星。
2 IAU會設立程序，確定臨界天體屬於矮行星還是某個其他類別。
3 包括絕大部分的太陽系小天體，也就是小行星、大多數的海王星外天體、彗星和其它的小天體。
儘管人們對圍繞其它恆星運行的行星分類提出了擔憂，但這個問題沒有得到解决； 相對的，有人建議只有當矮行星大小的天體開始被觀測到時才研議這一點。
在矮行星的探測方面，截至目前，共有兩具探測器成功近距離的觀察並研究矮行星：2015年3月6日，曙光號探測器進入了環繞穀神星的軌道，成為第一艘環繞矮行星的航天器。同年7月14日，新視野號探測器飛掠冥王星系統。

## 名稱

顯示國際天文學聯合會執行委員會對太陽系中天體類型（太陽除外）構想的歐拉圖。

矮行星這個名詞本身就有些爭議，它意味著這些天體就像矮恒星是恆星一樣，骨子裡還是一顆行星；這是提升了斯特恩當初為太陽系創造這個名詞的概念。更早的名詞planetoid（類行星）在英文當中就沒有這樣的涵義，並且也合於天文學家用在國際天文學聯合會的定義。布朗表示「planetoid（類行星）」是一個較理想的字眼，並且幾年來也都是使用相同的名詞，而使用矮行星代表這類非行星的天體有些「愚蠢」，但它卻出自於國際天文學聯合會試圖恢復冥王星地位所鋪陳的第三次會議第二項決議案中。事實上，在草案5A的決議中，是稱這些中間的天體為類行星。但是在全體會議投票時，一致同意改稱為「矮行星」。第二項的5B決議案，定義矮行星是行星的子分類，斯特恩本來很希望能將原本的行星稱為古典行星（classical planets，或稱經典天體）。在這樣的安排下，被駁回的12顆行星提案，將有8顆是「古典行星」，和4顆是矮行星。然而，5B案被否決而5A案卻獲得通過。因為矮行星這個名詞在語意學上不一致的前後矛盾性，也討論了奈行星（nanoplanet）和次行星（subplanet），但沒有取得共識而未能做出改變。
在多數的語言中，都以等效的術語來翻譯英文中的「dwarf」：如法文、西班牙文、德文、俄文（羅馬化：karlikovaya planeta）、阿拉伯文（羅馬化：kaukab qazm）、中文、韓文왜소행성（矮小行星）、越南文（行星侏儒）等等。例外的則有日文的（；羅馬化：jun'wakusei）和拉丁文的（或取希臘文詞尾的），後者是（行星）的小稱，也暗喻比行星少了一些東西。
國際天文學聯合會在2006年的6A決議案中，認可冥王星是海王星外天體新的一族的原型。此類型的確切名稱與性質當時沒有指定，留給國際天文學聯合會在日後依據先前辯論達成的決議去討論，對這個類別的建議有類冥天體（plutonian objects）、和plutons，但這兩個名詞都沒有獲得採用。或許是來自地質學界的反對，因為plutons在地質學上的意思是深成岩，會造成混淆。在2008年6月11日，國際天文學聯合會的執行委員會宣布採用類冥矮行星（plutoid），並且定義為：所有在海王星外的矮行星都是類冥矮行星。部分原因是電子郵件的溝通不順暢，行星系統命名工作小組並未參與此一名稱的選擇。事實上，行星系統命名工作小組後來表決拒絕使用這個特定的名詞，並且這個名詞在天文學家之間也很少被使用。

## 特性
| 天體 | M🜨 (1) | Λ (2)       | µ (3)      |
| --- | --- | ----------- | ---------- |
| 水星 | 0.055 | 1.95 × 103  | 9.1 × 104  |
| 金星 | 0.815 | 1.66 × 105  | 1.35 × 106 |
| 地球 | 1 | 1.53 × 105  | 1.7 × 106  |
| 火星 | 0.107 | 9.42 × 102  | 1.8 × 105  |
| 穀神星 | 0.00015 | 8.32 × 10−4 | 0.33       |
| 木星 | 317.7 | 1.30 × 109  | 6.25 × 105 |
| 土星 | 95.2 | 4.68 × 107  | 1.9 × 105  |
| 天王星 | 14.5 | 3.85 × 105  | 2.9 × 104  |
| 海王星 | 17.1 | 2.73 × 105  | 2.4 × 104  |
| 冥王星 | 0.0022 | 2.95 × 10−3 | 0.077      |
| 鬩神星 | 0.0028 | 2.13 × 10−3 | 0.10       |
| 賽德娜 | 0.00022 | 3.64 × 10−7 | <0.07      |
| 顯示行星和已知最大的次行星（紫色）覆蓋的軌道區包含可能的矮行星。所有已知的矮行星候選者，其判別式的數值都比這些區域所顯示的小。 | |             |            |
| \| (1) \| M🜨 地球質量是以地球的質量為單位，等同於地球的質量（5.97 × 1024 kg）。 \| \| (2) \| Λ是清除鄰近小天體能力的值（行星的值大於1）。Λ = k M2 a−3/2，此處k = 0.0043，M的數量級與單位是佑克（Yg，yottagram，1024克），a的單位是天文單位（AU）[33]。 \| \| (3) \| µ是索特（Soter）的行星判別式（行星的值超過100）µ = M/m，此處的M是天體的質量，而m是分享軌道區域的其它天體的總質量。 \| | |             |            |
| (1) | M🜨 地球質量是以地球的質量為單位，等同於地球的質量（5.97 × 1024 kg）。                                                                                 |             |            |
| (2) | Λ是清除鄰近小天體能力的值（行星的值大於1）。Λ = k M2 a−3/2，此處k = 0.0043，M的數量級與單位是佑克（Yg，yottagram，1024克），a的單位是天文單位（AU）。 |             |            |
| (3) | µ是索特（Soter）的行星判別式（行星的值超過100）µ = M/m，此處的M是天體的質量，而m是分享軌道區域的其它天體的總質量。                                    |             |            |

### 軌道優勢
阿蘭·斯特恩和哈羅德·利維森（Harold F. Levison）介紹了參數Λ，表示天體在給定的軌道偏移下，造成與臨近天體遭遇的可能性（機率）。在斯特恩的模型中，此參數的值與質量的平方成正比，與週期成反比。這個值可以用來估計天體清除鄰近軌道天體的能力。若Λ > 1，最終就能清除。在最小的類地行星和最大的古柏帶天體之間，Λ的數值差距達到5個數量級 。
使用這個參數，史蒂芬·索特（Steven Soter）和其他的天文學家爭辯行星和矮行星的差別在於後者不能"清除其軌道附近的鄰居"：行星能夠經由碰撞、捕獲、或是引力擾動（或是建立軌道共振來避免碰撞）移除鄰近軌道的小天體；而矮行星缺乏這樣做所需要的質量。索特提出他的「行星判別式」參數（planetary discriminant），用符號µ（繆）來表示，它描述一個軌道區域被清除程度的實驗數值，µ的計算是以候選天體的質量除以共享其軌道的其它天體的總質量。µ的值大於100，就認為軌道能夠被清除。還有幾種其它方案試圖區分行星和矮行星，但是2006年的定義使用的是索特的觀念。

### 流體靜力平衡
當天體有足夠的質量，由本身的萬有引力，造成足夠的內部壓力，使天體因塑性變形有足夠的可塑性而將表面撫平（高處沉陷與將凹處填滿），這個過程稱為引力弛緩。小於幾公里的物體不是由萬有引力主導往往有不規則的形狀。較大的物體，萬有引力較顯著，但尚未達到主導的地位，會呈現馬鈴薯般的形狀；隨著質量越來越大，它的內部壓力逐漸升高，而外型也就越來越渾圓；直到壓力足以克服其內部的抗壓強度，他就達到流體靜力平衡。在這一點上，天體的形狀會儘可能地趨近球體，但是受到自轉和潮汐的影響，它的形狀會是橢球體。這是一顆矮行星最基本的定義。
當一個天體處於流體靜力平衡時，覆蓋其全球的液體會形成一致的液體表面，僅有局部會有像是坑洞或裂縫等小規模的表面特徵。如果天體沒有轉動，它會是一個球體；而它轉動得越快，它就變得更加偏向扁圓形，或是橢球體。然而，如果這種旋轉的天體被加熱直到融化，它整體的形狀也會如同液體，不會有其它變化。處在流體靜力平衡但不是球體的極端例子就是妊神星，它的長軸是其極軸（短軸）的兩倍長。如果天體有質量接近的伴星，潮汐力就會產生影響，將它扭曲成長橢球體。一個例子就是木星的衛星艾歐，潮汐加熱的效應使它成為太陽系內有著最活耀的火山。潮汐力也會造成天體的旋轉逐漸成為潮汐鎖定的狀態，會永遠以相同的一面朝向它的伴星。一個極端的例子就是冥王星和夏戎的系統，這兩個天體是相互潮汐鎖定的。地球的衛星，月球也是潮汐鎖定的，許多氣態巨行星的小衛星也是同樣的情形。

國際天文學聯合會認可的矮行星加上月球和冥衛一的質量比。鳥神星的質量是概略估計。（參見類冥矮行星中加上幾顆可能是矮行星但排除穀神星的圖。）

國際天文學聯合會沒有限定矮行星質量和大小的上限和下限，因此一個天體的質量和大小即使都超過水星，若無法清除鄰近的小天體，那麼仍會被歸類為矮行星。下限是要求達到流體靜力平衡的形狀，但達到此一形狀的大小和質量取決於其組成和熱歷史。國際天文學聯合會2006年決議的原草案有將流體靜力學平衡重新定義，限制「適用於質量高於5×1020kg且直徑大於800 km的天體」，但在最終定稿時未被保留。
依觀測的經驗顯示，下限取決於天體的組成和熱歷史。對一個固體的矽酸鹽，像是石質小行星，要轉換成流體靜力平衡的直徑大約為600公里，並且質量大約是3.4×1020 kg。若是一個剛性較弱的冰質小行星，其下限大約在直徑320公里和質量1019 kg。在小行星帶，穀神星是唯一明顯超越此一石質下限的（然而它實質上是岩石和冰組成的），並且它的形狀是平衡的球體。然而，岩石的智神星和灶神星剛好都低於下限。智神星的直徑在525-560公里，質量在1.85–2.4×1020 kg，形狀「近似球形」但還是有些不規則。灶神星的直徑是530公里，質量2.6×1020 kg，主要是由於其極大的撞擊盆地，使其偏離了橢球體的形狀。

#### 大小與形狀
在對矮行星這一概念進行辯論時，被認為達到流體靜力學平衡的最小冰質天體是土衛一（直徑396公里，質量3.75×1019 kg）。位於外太陽系的最大不規則天體為海衛八（直徑405–435公里，假設的質量約為4.4×1019 kg）。土衛一比海衛八形狀更為規則，這可能是因為它有著更高溫的熱歷史，或者是一次撞擊事件使它的形狀變得更規則的。這兩個天體都不是由純冰組成，所以布朗認為冰質矮行星的實際直徑下限可能在400公里以下。目前位於這一數值以上的海王星外天體共有一百個左右。然而，後來科學家發現土衛一並不處於流體靜力學平衡，其橢球形是演變歷史所致，這和更極端的土衛九相似。經過確認，在土星的衛星當中，達到流體靜力學平衡的最小者為土衛五，直徑為1,530公里，而不處於流體靜力學平衡的最大者為土衛八，直徑為1,470公里。土衛八比鳥神星（1,415–1,445公里）稍大，又比妊神星（1,180–1,310公里）大得多，但這些研究結果並沒有被納入針對矮行星定義的討論當中。

## 矮行星和可能的矮行星

最大海王星外天體的相對大小、反照率及顏色示意圖

許多海王星外天體被認為有冰的核心，因此只要達到400公里的直徑，質量大約是地球的3%，就能輕易的達到重力平衡的狀態在2015年1月，大約有150顆已知的海王星外天體被認為可能是矮行星，不過都只是用這些天體粗略估計的直徑為依據。一個團隊研究了其中的30顆，認為在最終古柏帶將會有約200顆的矮行星，而在這之外的數量會數以千計。
國際天文學聯合會迄今只認證了5顆矮行星：穀神星、冥王星、鬩神星、妊神星和鳥神星。穀神星和冥王星是直接透過觀測認證的。鬩神星是因為它的質量比冥王星更多（經由新視野號的測量，顯示冥王星的直徑比鬩神星大），而妊神星和鳥神星是因為它們的絕對星等而獲得認證。距離太陽從近至遠排列，這5顆分別是：
1. 穀神星 ⚳ – 在1801年1月1日發現，比海王星早了45年。在被分類為小行星之前，有半個世紀之久它被當成行星。後來它被指定為第1號小行星。在2006年9月13日，國際天文學聯合會重新認定它是一顆矮行星。
2. 冥王星 ♇ – 在1930年2月18日發現，長達76年的時間被視為一顆行星。在2006年8月24日被國際天文學聯合會重分類為矮行星。
3. 妊神星  在2004年12月28日發現，國際天文學聯合會在2008年9月17日認可它是一顆矮行星。
4. 鳥神星  在2005年3月31日發現，國際天文學聯合會在2008年7月11日認可它是一顆矮行星。
5. 鬩神星  在2005年1月5日發現，在媒體報導中被稱為第10顆行星。國際天文學聯合會在2006年9月13日認可它是一顆矮行星。

邁克·布朗認為另外還有6顆海王星外天體幾乎肯定將是矮行星，它們的直徑接近或是超過900公里。這些天體是：
1. 亡神星 –2004年2月17日發現。
2. 瑪尼 – 2002年6月18日發現。
3. 小行星120347 – 2004年9月22日發現。
4. 創神星 – 2002年6月5日發現。
5. 共工星 – 2007年7月17日發現。
6. 賽德娜 – 2003年11月14日發現。

貢薩洛·坦克雷迪（Gonzalo Tancredi）等人已建議IAU接受亡神星、賽德娜和創神星為矮行星。另外，坦克雷迪還把(20000) 伐羅那、(28978) 伊克西翁、2003 AZ84、2004 GV9及2002 AW197歸類為矮行星。布朗的清單中也列入了這些天體，但判斷為非常可能。延伸的矮行星候選表詳細的列出這兩位天文學家推薦的矮行星。
| 名稱   | 所在區域                                | 軌道半徑 （AU） | 公轉週期 （年） | 平均公轉速率（km/s） | 軌道傾角 | 軌道離心率 | 行星判別係數 |
| ------ | --------------------------------------- | --------------- | --------------- | -------------------- | -------- | ---------- | ------------ |
| 穀神星 | 小行星帶                                | 2.768           | 4.604           | 17.882               | 10.59°   | 0.079      | 0.33         |
| 冥王星 | 古柏帶（冥族小天體，與海王星呈2:3共振） | 39.48           | 247.9           | 4.74                 | 17.16°   | 0.249      | 0.08         |
| 妊神星 | 古柏帶（與海王星呈12:7共振）            | 43.182          | 283.77          | 4.531                | 28.214°  | 0.19489    | 0.02         |
| 鳥神星 | 古柏帶（傳統古柏帶天體）                | 45.430          | 306.21          | 4.419                | 28.9835° | 0.16126    | 0.02         |
| 鬩神星 | 離散盤                                  | 67.864          | 557             | 3.4338               | 44.0396° | 0.442      | 0.10         |

| 名稱   | 直徑 （相對月球） | 直徑 （km） | 質量 （相對月球） | 質量 （×1021 kg） | 密度 （g/cm3） | 表面重力 （m/s2） | 逃逸速度 （km/s） | 轉軸傾角 | 自轉週期 （天） | 衛星 | 表面溫度 （K） | 大氣層      | H    |
| ------ | ----------------- | ----------- | ----------------- | ----------------- | -------------- | ----------------- | ----------------- | -------- | --------------- | ---- | -------------- | ----------- | ---- |
| 穀神星 | 27%               | 938         | 1.3%              | 0.94              | 2.17           | 0.29              | 0.51              | ≈ 3°     | 0.38            | 0    | 167            | 無          | 3.3  |
| 冥王星 | 68%               | 2372±2      | 17.8%             | 13.05             | 1.87           | 0.58              | 1.2               | 119.59°  | −6.39           | 5    | 44             | 季節性存在  | −0.8 |
| 妊神星 | 45%               | 1596±16     | 5.5%              | 4.01±0.04         | 2.018          | 0.401             | 0.809             |          | 0.163141667     | 2    | 32±3           | ?           | 0.2  |
| 鳥神星 | 41%               | 1430±14     | ≈4.2%             | ≈3.1              | ≈2.1           | <0.57             | <0.91             | ?        | 0.32            | 1    | ≈ 30           | 無          | −0.3 |
| 鬩神星 | 67%               | 2326±12     | 22.6%             | 16.7              | 2.52           | ≈ 0.82            | 1.38              |          | ≈ 1 (0.75–1.4)  | 1    | ≈ 42           | 季節性存在? | −1.2 |

| 名稱   | 所在區域                      | 軌道半徑（AU） | 公轉週期 （年） | 平均軌道速度 （km/s） | 軌道傾角 | 軌道離心率 | 行星判別係數 |
| ------ | ----------------------------- | -------------- | --------------- | --------------------- | -------- | ---------- | ------------ |
| 亡神星 | 古柏帶（冥族小天體）          | 39.174         | 245.19          | 4.75                  | 20.592°  | 0.227      | 0.003        |
| 瑪尼   | 古柏帶（傳統古柏帶天體）?     | 42.044         | 272.62          |                       | 17.683°  | 0.13936    |              |
| 潫神星 | 古柏帶（傳統古柏帶天體）?     | 42.184         | 273.98          |                       | 23.921°  | 0.103636   |              |
| 創神星 | 古柏帶（傳統古柏帶天體）      | 43.694         | 288.83          |                       | 7.9895°  | 0.04106    | 0.007–0.010  |
| 共工星 | 離散盤（與海王星呈10:3共振?） | 67.417         | 550.98          |                       | 30.6569° | 0.50048    | ?            |
| 賽德娜 | 獨立天體                      | 518.57         | ≈ 11,400        |                       | 11.93°   | 0.853      | < 0.07       |

| 名稱   | 直徑 （相對月球） | 直徑 （km） | 質量 （相對月球） | 質量 （×1021 kg） | 密度 （g/cm3）  | 表面重力 （m/s2） | 逃逸速度 （km/s） | 轉軸傾角 | 自轉週期 （天） | 衛星 | 表面溫度 （K） | 大氣層 | H   |
| ------ | ----------------- | ----------- | ----------------- | ----------------- | --------------- | ----------------- | ----------------- | -------- | --------------- | ---- | -------------- | ------ | --- |
| 卡戎   | 35%               | 1212±1      | 2.2%              | 1.59              | 1.7             | 0.288             | 0.59              |          | 6.38            |      | 16.8           |        | 1   |
| 亡神星 | 26%               | 917±25      | 0.9%              | 0.63              | 1.53            | 0.2               | 0.43              |          | 0.55            | 1    | < 44           |        | 2.2 |
| 瑪尼   | ≈ 27%             | 934±47      |                   | ?                 |                 |                   |                   |          | ?               | 0    | ≈ 43           |        | 3.7 |
| 潫神星 | ≈ 25%             | 854±45      | 0.6%              | 0.45              | 1.16+0.59 −0.36 |                   |                   |          | 0.25            | 1    |                |        | 4.0 |
| 創神星 | 32%               | 1110±5      | 1.8–2.0%          | 1.4±0.1           | 2.18            | 0.29              | 0.57              |          | 0.74            | 1    | ≈ 43           |        | 2.4 |
| 共工星 | 35%               | 1280±210    | 2.4%              | 1.75              | 1.74            | 0.31              | 0.62              |          | 0.93            | 1    | 21.4           |        | 2.0 |
| 賽德娜 | ≈ 30%             | 995±80      | ≈ 1.4%            | ≈ 1               |                 |                   |                   |          | 0.42            | 0    | ≈ 12           |        | 1.5 |

灶神星，看似接近球體，在小行星帶中是繼穀神星之後質量最大的小行星。偏離球體的原因是在凝固之後大規模的撞擊，形成了雷亞希爾維亞盆地和維納尼亞盆地兩個撞擊坑；此外，它三軸的尺寸也不符合流體靜力平衡。崔頓被認為是遭到海王星捕獲的矮行星。菲比也是被捕獲的天體，像灶神星一樣，也沒有達到流體靜力平衡，但在其發展早期可能曾經處於流體靜力平衡狀態。

## 探測
在2015年3月6日，曙光號成為第一艘環繞穀神星的太空船，開始在軌道上探測這顆矮行星。在2015年7月14日，新視野號太空船飛掠過冥王星和它的五顆衛星。曙光號之前還先探測了灶神星；卡西尼號不久前也探測了菲比；航海家2號也探測過崔頓。這三顆都被認為以前可能是矮行星，對它們的探測有助於研究矮行星的演變。

## 爭議
IAU在定義矮行星之後，一些科學家發聲對此決議案表示反對。表示方法包括販售汽車保險杠貼紙和印有「拯救冥王星」的T恤等。鬩神星的發現者米高·E·布朗則認同把行星數目降至八的做法。
美國太空總署宣佈將會採用IAU所設下的新指引。不過，冥王星探測飛船新視野號的任務總監阿蘭·斯特恩卻反對IAU對行星的新定義。他認為，不應該把非行星天體稱為矮行星，也不應該用軌道屬性（而非內在屬性）來定義一種天體。所以，時至2011年，他仍然把冥王星稱作行星，並把穀神星、鬩神星等矮行星以及較大的衛星都當做額外的行星。在IAU重新定義行星的幾年前，他曾用軌道屬性區分「高等行星」（überplanet，即八大行星）和「低等行星」（unterplanet，即矮行星），並把兩者都視為行星。

## 行星質量的衛星
已知有19顆衛星有足夠的質量可以自身的引力弛豫成為球體，而且其中有7顆比鬩神星或冥王星還要大。它們在體態上與矮行星相同，但因為它們的軌道不是繞著太陽，所以它們不是矮行星。這7顆比鬩神星還要大的衛星是月球、木星的4顆伽利略衛星（埃歐、歐羅巴、蓋尼米德和卡利斯多）、土星的衛星泰坦和海王星的衛星崔頓。其餘的還有土星的6顆衛星（米瑪斯、恩克拉多斯、特提斯、狄俄涅、瑞亞、伊阿珀托斯），天王星的5顆衛星（愛麗兒、烏姆柏里厄爾、泰坦妮亞、奧伯龍和米蘭達），還有冥王星的夏戎。在海王星外天體還有更多的可能，包括軌道繞行鬩神星的迪絲諾美亞。阿蘭·斯特恩稱這些衛星為"衛星行星"，與傳統行星和矮行星均為行星的三種類別之一。名詞planemo（"planetary-mass object"）就是行星、質量和天體三個單字的複合詞。
在IAU的行星定義的決議草案，考慮到冥王星和夏戎既滿足了矮行星的質量和形狀的要求，又圍繞著一個介於兩者之間（不在兩者中任何一顆的內部）的共同質心運轉，因此被視為矮行星的聯星系。國際天文學聯合會目前認定夏戎不是矮行星，只是冥王星的衛星。但是依據這種想法，在稍後的日子，夏戎有可能為自身的條件而成為一顆矮行星。質心的位置不只是取決於天體相對的大小，也與它們之間的距離有關；例如，木星和太陽軌道的質心就在太陽之外。

## 註解
1. ↑  除非有太空探測器已直接造訪該天體，否則無法證實其流體靜力平衡達到矮行星的標準。
2. ↑  薩拉西亞是否是矮行星仍存在相當大的不確定性。因此，薩拉西亞可能被視為邊緣案例。

1. ↑  原始本文的註腳如下：對兩顆天體或多顆天體組成的系統……次要天體滿足這些條件，也就是質量、形狀都滿足行星的條件，而系統的質心駐留在主天體之外，次要天體就不能滿足"衛星"的條件。根據這樣的定義，冥王星的伴星夏戎是一顆行星，構成冥王星-夏戎雙行星。"

## 外部連結
- NPR: 矮行星或許是最後的尊榮 （页面存档备份，存于） (David Kestenbaum)
- 問與答：國際天文聯合會提出的行星定義 （页面存档备份，存于），2006年8月16日
- BBC新聞：問與答：新行星提案 （页面存档备份，存于），2006年8月16日
- Ottawa Citizen（英语：Ottawa Citizen）: The case against Pluto (P. Surdas Mohit) August 24, 2006
- James L. Hilton（英语：James L. Hilton）, When Did the asteroids Become Minor Planets?
- NASA: IYA 2009 Dwarf Planets